# Ujar
Ujar è una città della Russia siberiana meridionale (Territorio di Krasnojarsk).
Sorge nel pedemonte dei monti Saiani orientali sulle sponde del fiume Ujarka, 132 km ad est di Krasnojarsk. È il capoluogo del rajon Ujarskij.